# Eduard Wessel
Eduard Wessel (* 30. Mai 1883 in Wittlich; † 21. Dezember 1944 in Erkelenz) war ein preußischer Verwaltungsbeamter und Landrat des Kreises Wipperfürth, des Siegkreises und des Kreises Erkelenz sowie des Landkreises Aachen.

## Leben
Eduard Wessel war der Sohn des Seminaroberlehrers August Wessel und der Emma, geb. Güldenberg. Er besuchte das Friedrich-Wilhelm-Gymnasium in Trier, an dem er im Jahr 1903 die Reifeprüfung ablegte, anschließend studierte er bis 1906 an den Universitäten in Münster, Berlin, München und Bonn Rechtswissenschaften. Er war Mitglied der katholischen Studentenverbindungen KStV Cimbria Münster, KStV Saxonia München und KStV Askania Berlin im KV. Nach Ablegung der 1. juristischen Prüfung (26. Mai 1906) promovierte er am 23. September 1909 vor der Universität Heidelberg zum Dr. jur. mit der Arbeit Das Verbrechen der Bigamie.
Im Anschluss an die große Staatsprüfung fand Wessel Beschäftigung bei der Staatsanwaltschaft in Frankfurt am Main und in Wiesbaden. Von 1914 bis 1918 nahm er dann am Ersten Weltkrieg teil, nach dessen Ende er ab Januar 1919 probeweise bei der Regierung Arnsberg eingesetzt wurde, wo er im April 1919 auch seine Ernennung zum Regierungsrat erhielt. Nach dem Ausscheiden des Wipperfürther Landrats Otto Bödiker wurde Wessel am 2. September 1919 kommissarisch die Leitung der dortigen Verwaltung übertragen (Dienstantritt 29. September 1920). Bevor ihm die Regierung mit Bestallung vom 18. Februar 1920 die Stelle zum 1. März 1920 definitiv übertrug. Nachdem am 26. März 1924 der Landrat des Siegkreises, Hermann Strahl verstorben war, versah zunächst der Kreisbeigeordnete Josef Herschenbach das Amt, ehe man Ludwig Wessel am 2. Oktober 1924 mit der vertretungsweisen Verwaltung des Landratsamtes beauftragte (Dienstantritt 24. Oktober 1924). Die kommissarische Übertragung folgte am 1. November 1924, die definitive Versetzung schließlich zum 10. März 1925. Infolge der Machtübernahme durch die Nationalsozialisten übernahm Wessel schließlich zum 18. April 1933 kommissarisch die Verwaltung des Landkreises Erkelenz, während man den bisherigen Landrat, Theodor August Flesch mit dem 24. April 1933 in den einstweiligen Ruhestand versetzte. Wessels definitive Versetzung erging am 1. Oktober 1933. Er starb unverheiratet in Erkelenz nach dessen Evakuierung bei einem Luftangriff.

## Schriften
- Das Verbrechen der Bigamie. (=Dissertation, Universität Heidelberg 1909)